# Лангендал, Вим
Виллем Лангендал (нидерл. Willem Lagendaal; 13 апреля 1909, Роттердам, Южная Голландия — 6 марта 1987) — нидерландский футболист, играл на позиции нападающего; участник чемпионата мира (1934).

## Биография

### Игровая карьера
Всю футбольную карьеру, насчитывающую девять сезонов, играл за «Ксерксес».
29 ноября 1931 года в матче со сборной Франции Лангендал оформил хет-трик и помог сборной Нидерландов выиграть тот матч со счётом 4:3. Входил в состав сборной на чемпионате мира 1934 года, но на поле так и не вышел. Всего за сборную Нидерландов сыграл 15 матчей и забил 13 голов.

### Смерть
Скончался 6 марта 1987 года в возрасте 77 лет.